# Robert Wilhelm Ekman
Robert Wilhelm Ekman (Uusikaupunki, 13 agosto 1808 – Turku, 19 febbraio 1873) è stato un pittore finlandese. 
Fu un esponente del romanticismo e, in particolare, del nazionalismo romantico finlandese.

## Biografia
Robert Wilhelm Ekman era figlio di Karl Kristoffer Ekman, medico e sindaco della cittadina di Uusikaupunki, e di Sara Elisabet Gadolin: con i suoi quattro fratelli faceva parte, dunque, di una famiglia della buona borghesia finlandese. Ma all'età di dieci anni perse ambedue i genitori, sicché i cinque orfani furono dati in affidamento. La sua educazione scolare fu pertanto carente e non gli permise di accedere ad una formazione di livello superiore.
Ekman, seguendo anche una sua precisa inclinazione, scelse allora di dedicarsi all'arte, divenendo allievo, inizialmente, di Gustaf Wilhelm Finnberg, quindi, nel 1824, all'età di 16 anni, su consiglio di Finnberg, si iscrisse all'"Academia reale delle arti" di Svezia, che aveva seda a Stoccolma. Lì poté specializzarsi nella pittura, preferendo trattare i temi, gli ambienti e i personaggi della gente comune, piuttosto che intraprendere la via del classicismo e dell'accademismo. Peraltro, egli portò sulla tela anche i personaggi tradizionali della mitologia finnica.
Si diplomò nel 1836 e, per l'eccellenza dei suoi studi e dei suoi lavori, ricevette una generosa borsa di studio affinché potesse viaggiare e perfezionarsi all'estero. Lavorò così per sette anni nei Paesi Bassi, in Italia e in Francia, dal 1837 sino al 1844.
Tornò quindi in Finlandia e realizzò diverse opere pubbliche, in gran parte religiose, molti ritratti e soprattutto scene di genere tratte dalla vita quotidiana. Ebbe anche diversi allievi e fu maestro del giovane connazionale Adolf von Becker.

Robert Ekman morì a Turku all'età di 64 anni.

## Opere

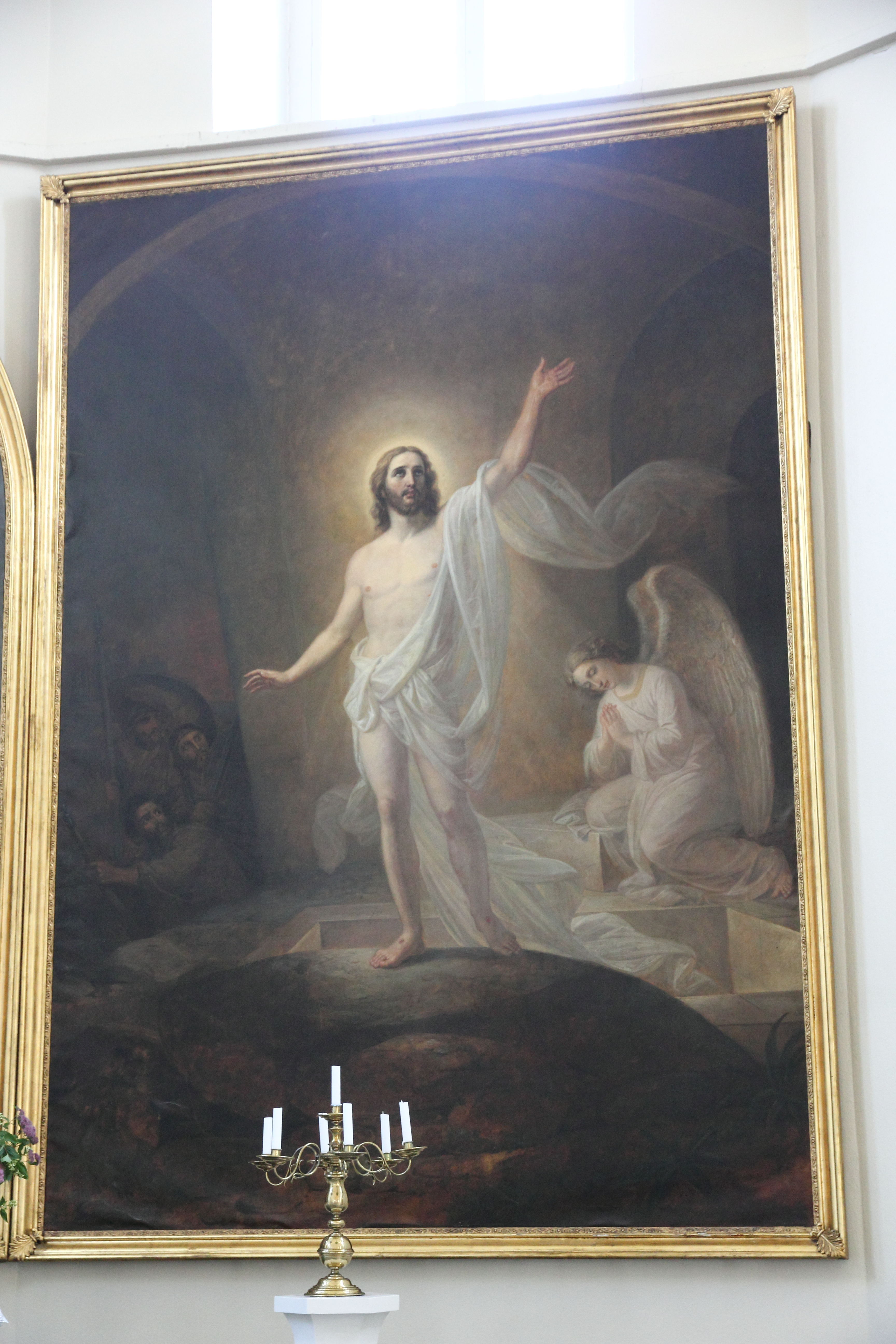
Resurrezione (Chiesa di Tyrvää)

### Opere pubbliche
Le opere pubbliche di Ekman furono tutte di carattere religioso e, a parte l'affresco eseguito nella Cattedrale di Turku dal 1850 al 1854, egli eseguì oltre 30 Pale
d'Altare, in prevalenza Crocefissi e Resurrezioni, situate in diverse chiese:
- Vecchia chiesa di Helsinki (1846-1848)
- Chiesa di Sääksmäki (1847)
- Chiesa di Viitasaari (1849)
- Chiesa di Sauvo (1853)
- Cattedrale di Oulu (1859)
- Chiesa di Tammela (1860)
- Chiesa di Vaasa (1861)
- Chiesa centrale di Pori (1863)
- Chiesa di S.Michele di Paimio (1865)
- Chiesa di Pertteli (1871)
- Chiesa di Laukaa
- Chiesa di Asikkala
- Chiesa di Tyrvää

In Finlandia le sue opere sono presenti all'Ateneum e nei seguenti Musei:
- Museo d'arte di Turku
- Museo d'arte di Tampere
- Museo d'arte di Imatra
- Museo nazionale della Finlandia
- Museo d'arte Serlachius Gösta
- Galleria Cygnaeus

### Opere maggiori
- Maisema Subiacosta, 1844
- Magnus Dahlström lapsena, 1864
- Osteria con cucina, Italialainen majatalo 1846
- Kreeta Haapasalo soittaa kannelta talonpoikaistuvassa, 1868
- Talvikalastusta Turun linnan ulkopuolella 1872

## Galleria d'immagini

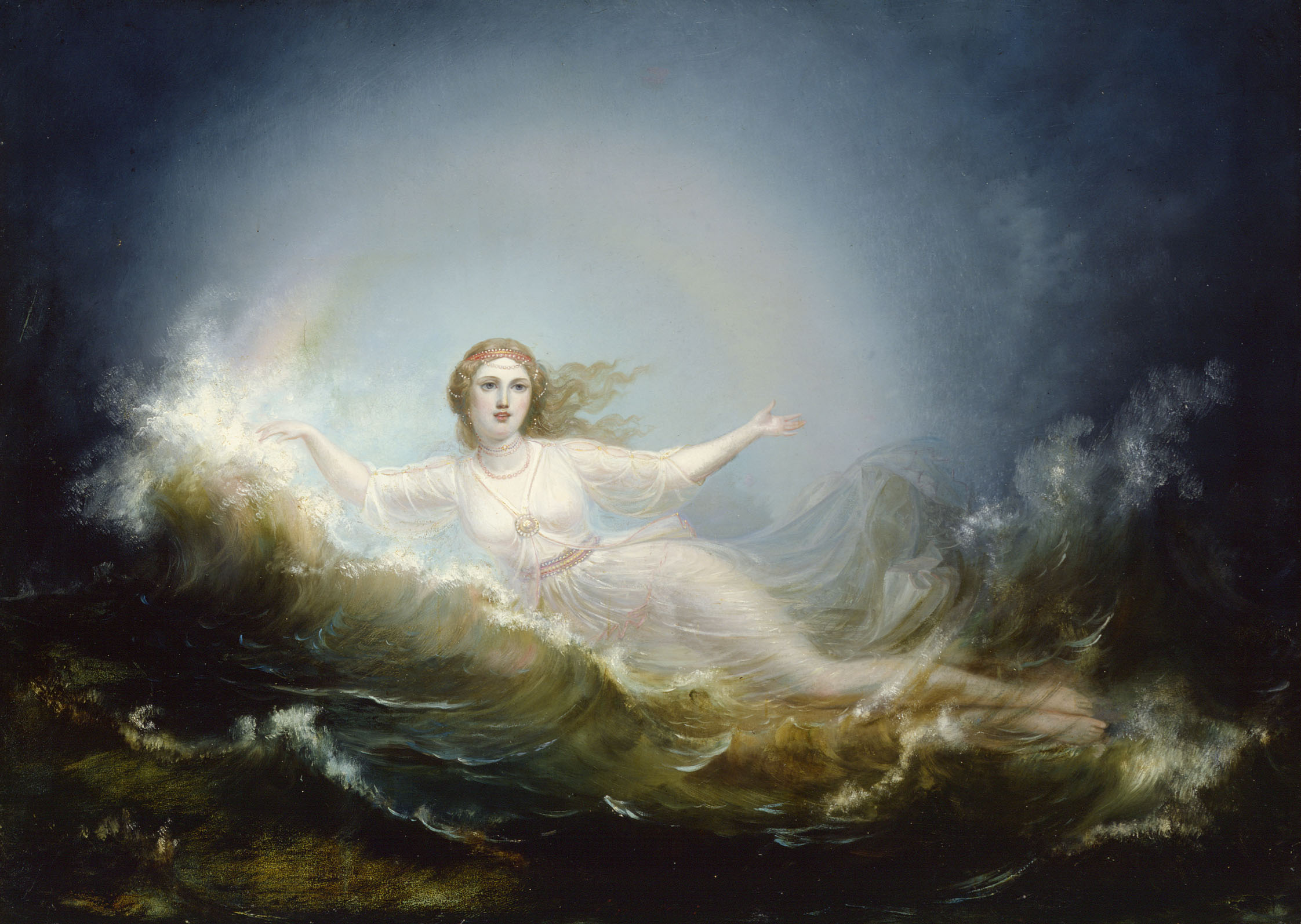
Ilmatar
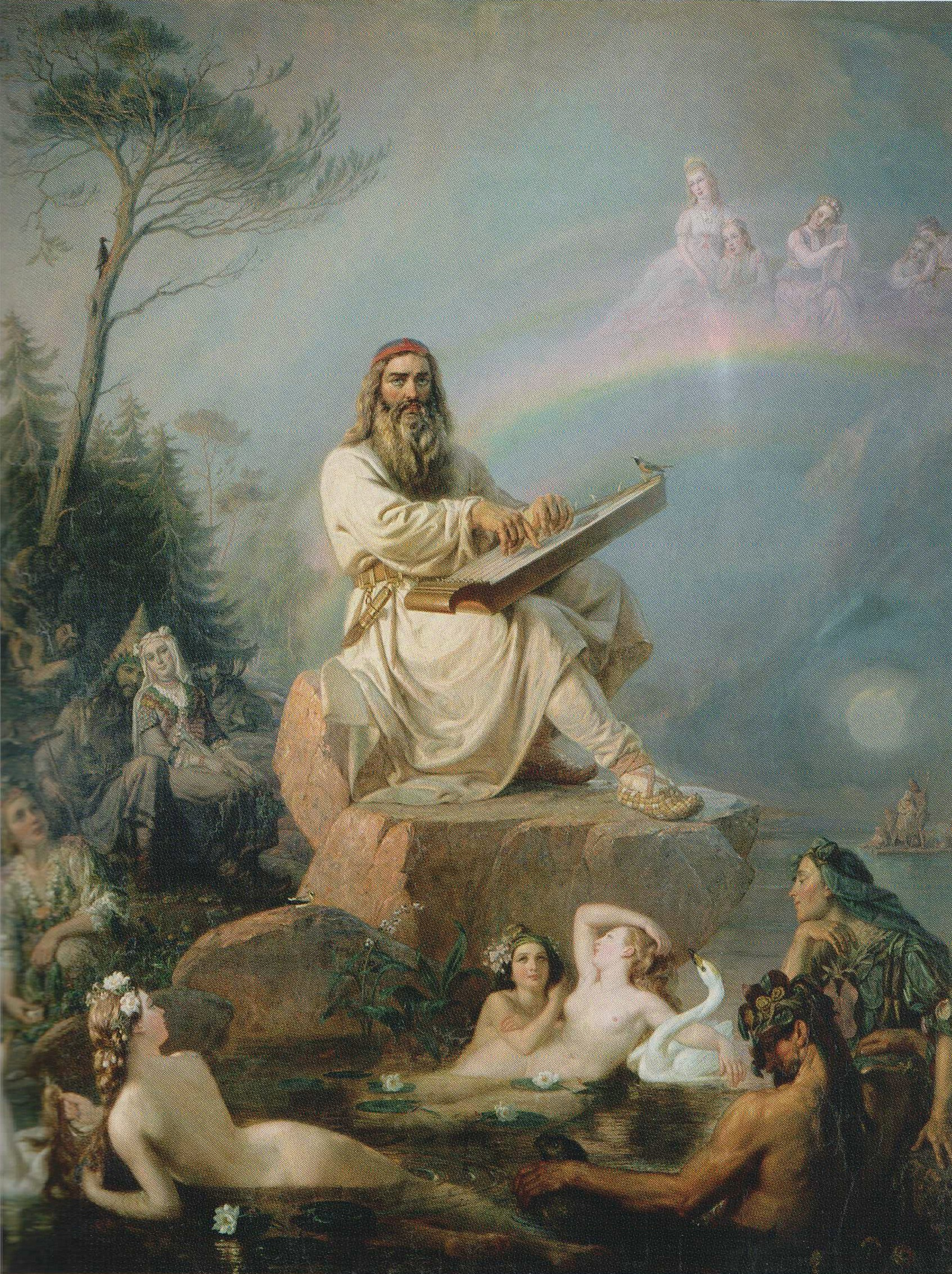
Väinämöinen
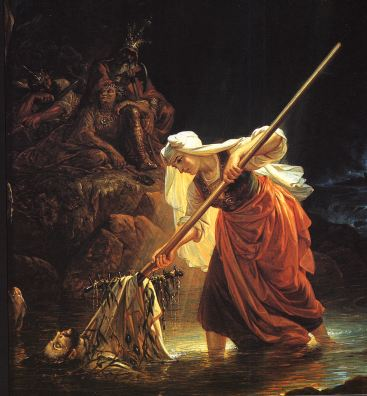
La madre di Lemminkäinen sulla riva del fiume di Tuonela
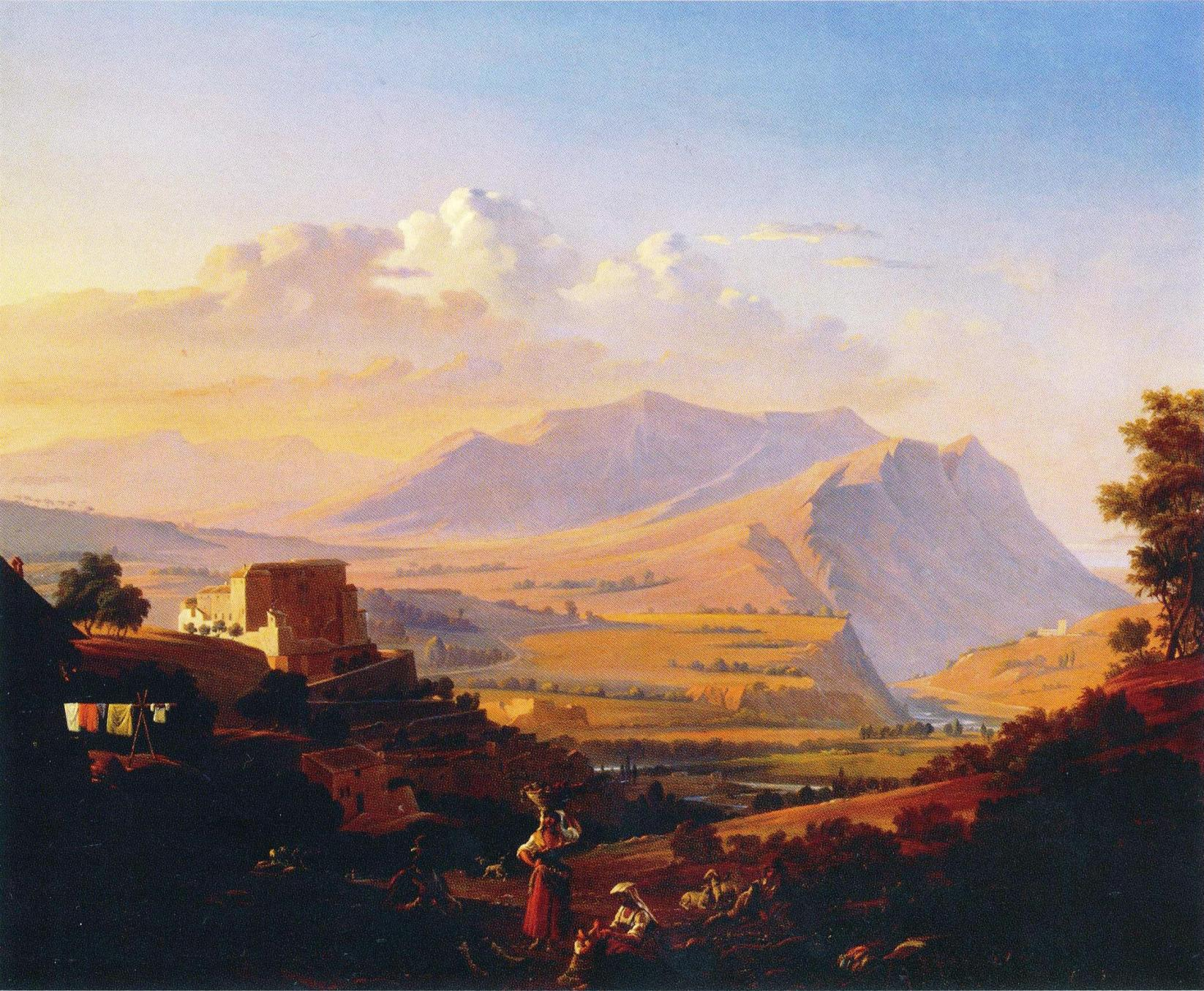
Paesaggio da Subiaco
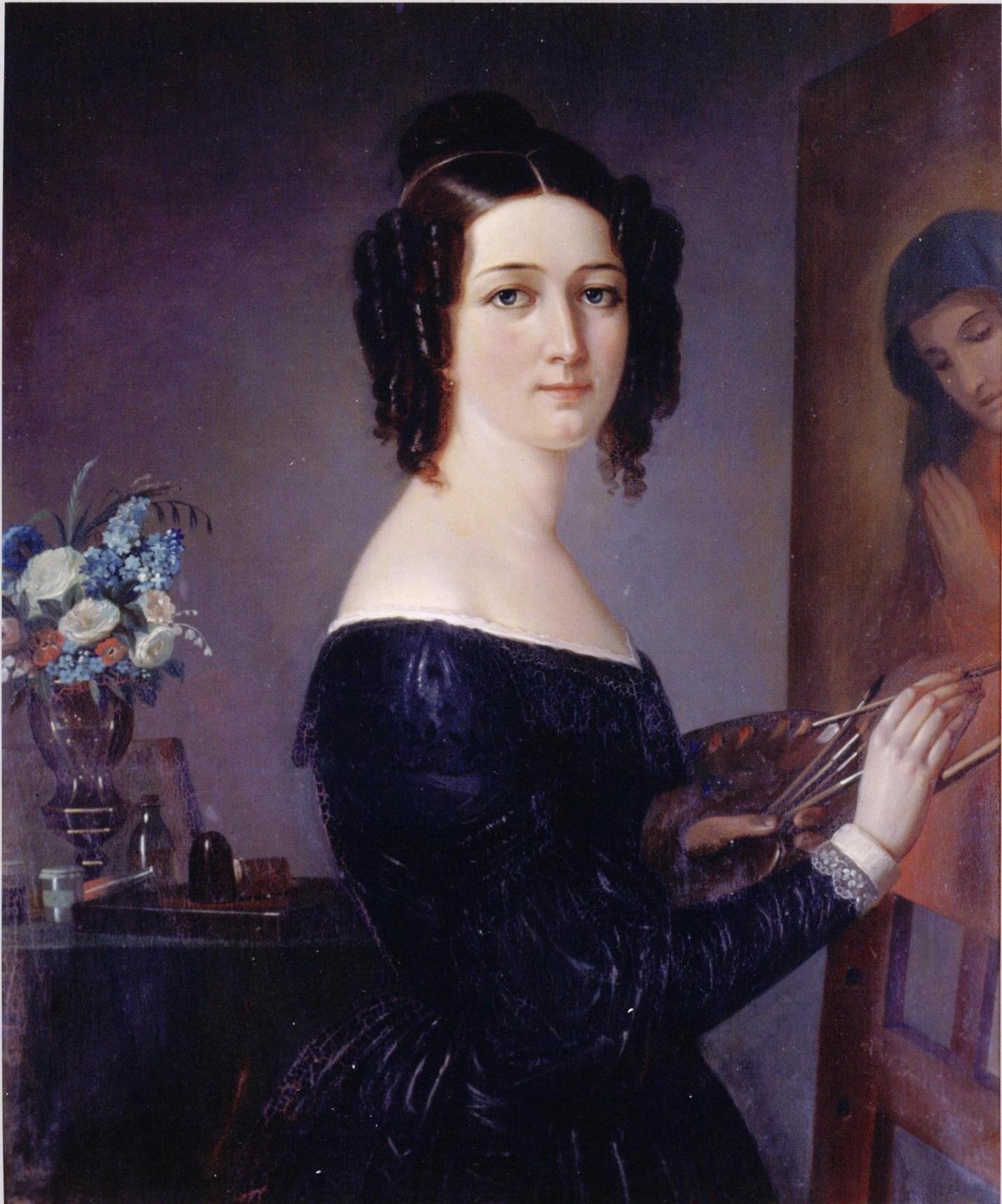
Mathilda Rotkirch
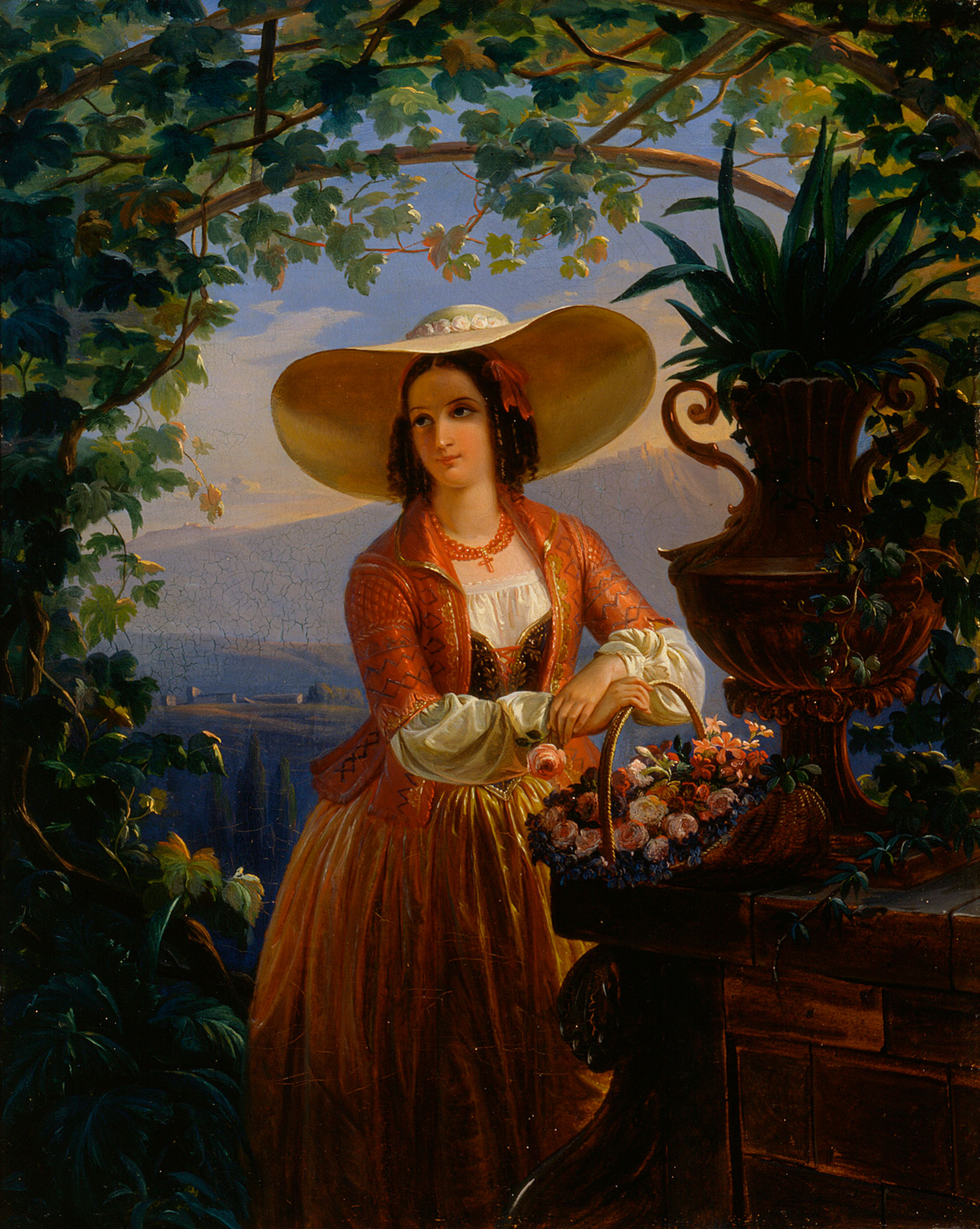
Ragazza italiana con i fiori
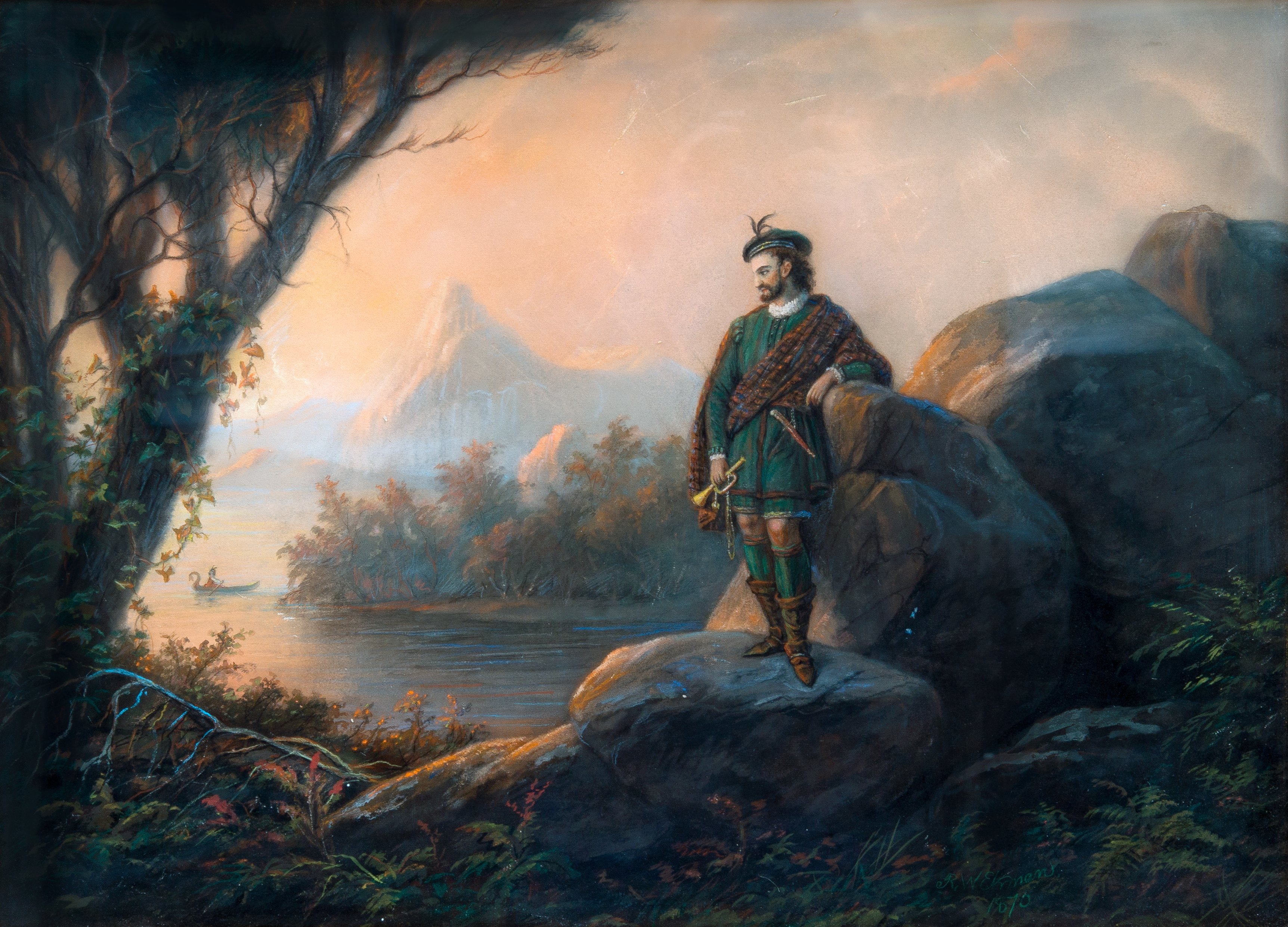
Veduta romantica
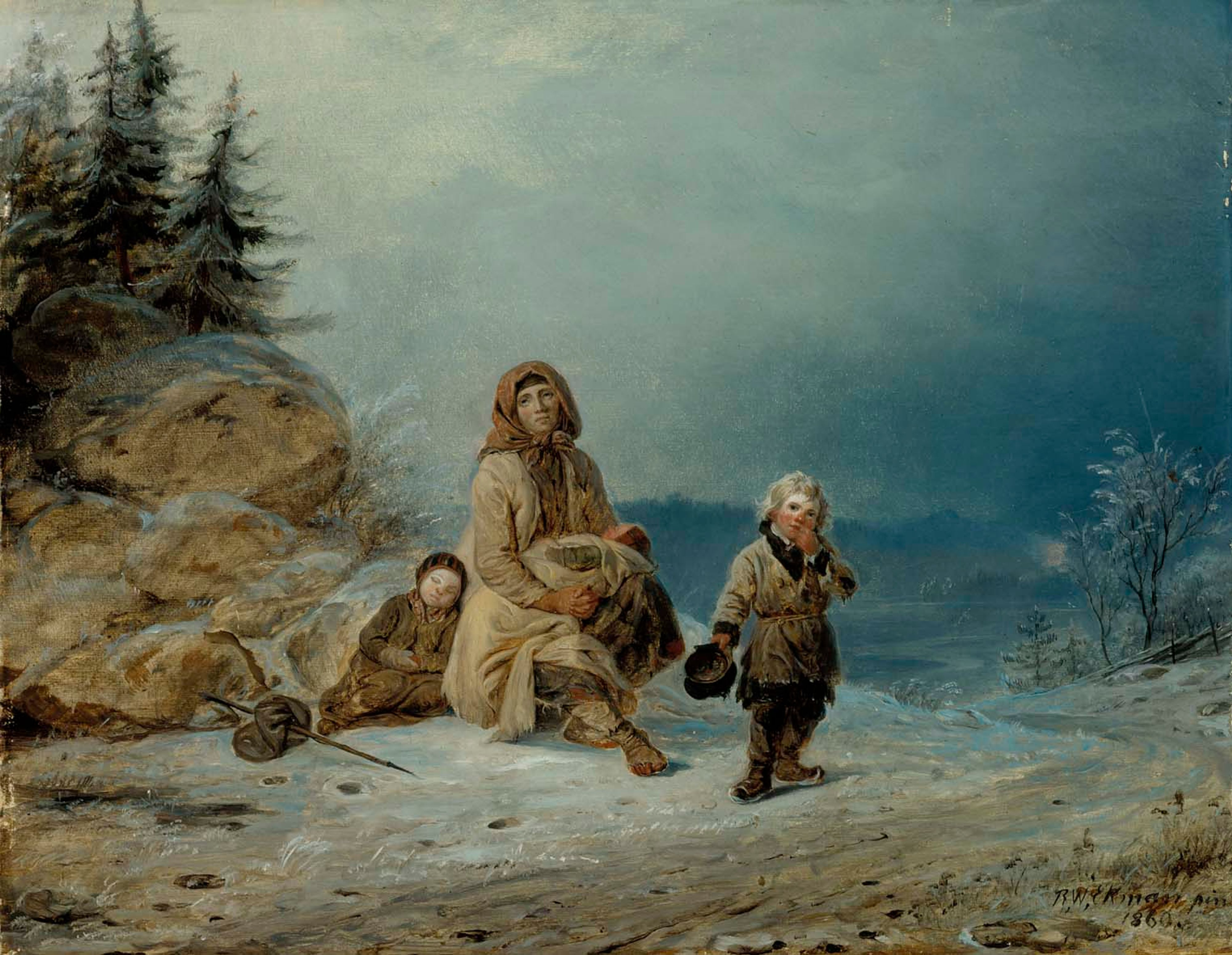
Famiglia di mendicanti